# ローテンフェルス
ローテンフェルス (ドイツ語: Rothenfels) は、ドイツ連邦共和国バイエルン州ウンターフランケン行政管区のマイン＝シュペッサルト郡に属す市であり、マルクトハイデンフェルト行政共同体に加盟している。本市はバイエルン州で最も人口の少ない市である。

## 地理

### 位置
ローテンフェルスは、ロール・アム・マインとマルクトハイデンフェルトとの間のマイン川右岸に位置している。川と急斜面に押し込められた形のこの街はハウプト通り（直訳: 本通り）のほか数本の通りがあるだけである。市内の最高地点はアウローラ地区の南に位置するドレースリングコプフの海抜 508 m、最低地点はマイン川沿いの海抜 142 m である。古く、廃線になった鉄道ロール・アム・マイン - ヴェルトハイム線の軌道跡であるマイン川沿いの堤防は2006年からバイパス道路として利用されている。
市の高台にあるローテンフェルス城は、ベルクローテンフェルス市区に含まれる。

### 市の構成
本市は以下の2市区からなる。
- ローテンフェルス
- ベルクローテンフェルス

### 隣接する市町村
|                                                     | ノイシュタット・アム・マイン |                          |
| フュルストリヒ・レーヴェンシュタインシャー・パルク* |                              | マルクトハイデンフェルト |
|                                                     | ハーフェンロール             |                          |

- いずれもマイン＝シュペッサルト郡に属す。
- 地名の後に「*」があるのは、市町村に属さない地域である。

## 地名

### 語源
ローテンフェルスという地名は、中高ドイツ語の単語 rôt と velse からなっており、「赤い岩」を意味している。

### 古い表記
この町は、様々な古地図や史料に以下のような表記で記されている。
- 1171年 Rotenuels
- 1219年 Rotenuelse
- 1220年 Rotenfels
- 1241年 Rotinvels
- 1536年 Rothenfels

## 歴史

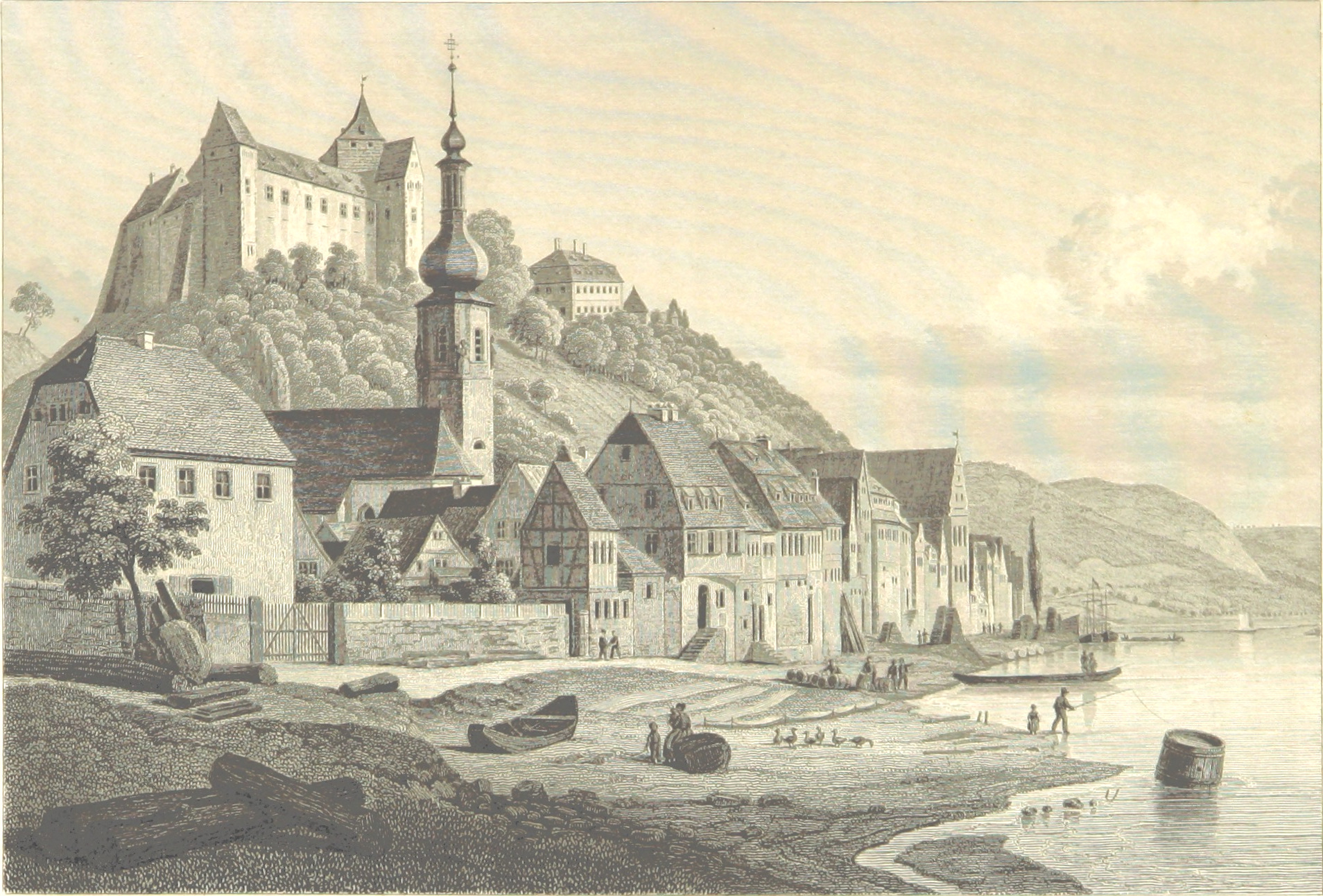
1847年に描かれたローテンフェルスの版画

### 自治体の成立まで
1148年頃にローテンフェルス城の庇護下で形成されたこの集落は、1342年にマインツ司教ヴォルフスケールの文書中に初めて記録されている。ローテンフェルス、ベルクローテンフェルス、ヴィントハイムの集落は、1686年に自治体連合を形成した。
1803年の世俗化により、ヴュルツブルク領であったローテンフェルスは、アムト・ローテンフェルスの大部分とともに、レーヴェンシュタイン＝ヴェルトハイム=ローゼンベルク侯領となり、1806年にアシャッフェンブルク侯国に編入された。ローテンフェルスは1813年にバイエルン王国領となった。1822年にベルクローテンフェルスとヴィントハイムは自治体から分離され、再び独立した自治体となった。
ハンセン病学会のデータによれば、ローテンフェルスには中世のハンセン病療養所があり、「アルター・ジーヒホーベル」と呼ばれていた。その創設の年代について詳しいことは判っていない。

### 行政史
1862年にベツィルクスアムト・ロール・アム・マインが創設され、ローテンフェルスはその管轄下に置かれた。バイエルンのベツィルクアムト再編の際、1871年にベツィルクスアムト・マルクトハイデンフェルトに移管されたが、1880年1月1日にベツィルクスアムト・ロール・アム・マインに戻された。1939年、ドイツ国全土で「ラントクライス」（郡）の呼称が用いられることとなった。ローテンフェルスはロール・アム・マイン郡の26市町村の1つとなった。ロール・アム・マイン郡の廃止により、ローテンフェルスは新設されたミッテルマイン郡に編入された。この郡はその10か月後に、現在の「マイン＝シュペッサルト郡」と改名された。

### 市町村合併
1972年1月1日にベルクローテンフェルスが再び合併した。ヴィントハイムは、現在はハーフェンロールの一部となっている。

## 住民

### 人口推移
1988年から2018年までの間にこの町の人口は、1,023人から1,013人に、10人、約 1 % 減少した。

### 宗教
ローテンフェルスではカトリックが多数を占める。中核市区のマリエ・ヒンメルファールト（マリアの被昇天）教区は、ベルクローテンフェルスの労働者聖ヨーゼフ教会を支教会として持ち、ロール主席司祭区（ヴュルツブルク司教区）に属している。

## 行政

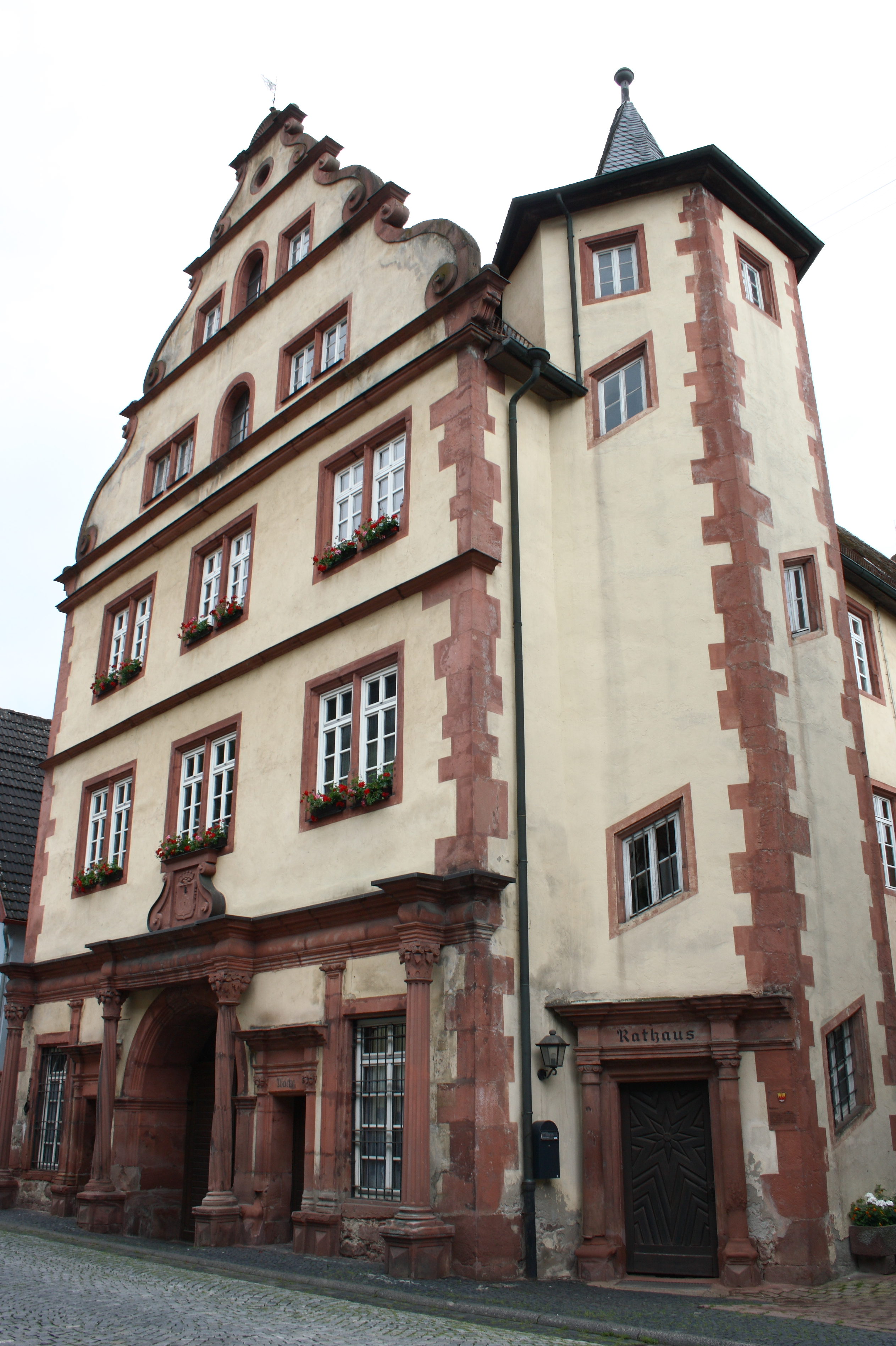
ローテンフェルスの町役場

### 首長
1996年から2014年まで、ローゼマリー・リヒャルツ (Stadtrat 96) がローテンフェルスの市長を務めた。2014年からは、ミヒャエル・グラム (Unabhängige Bürger/Freie Bürger/SPD) が新たな市長となった。彼は2020年3月15日の選挙で 93.4 % の支持票を集め、さらに6年の任期を獲得した。

### 議会
ローテンフェルスの市議会は、12議席で構成されている。

## 紋章
図柄: 金地。銀の波の上に3つの赤い岩。その上中央に、赤い「R」の大文字が浮かんでいる。

## 文化と見所

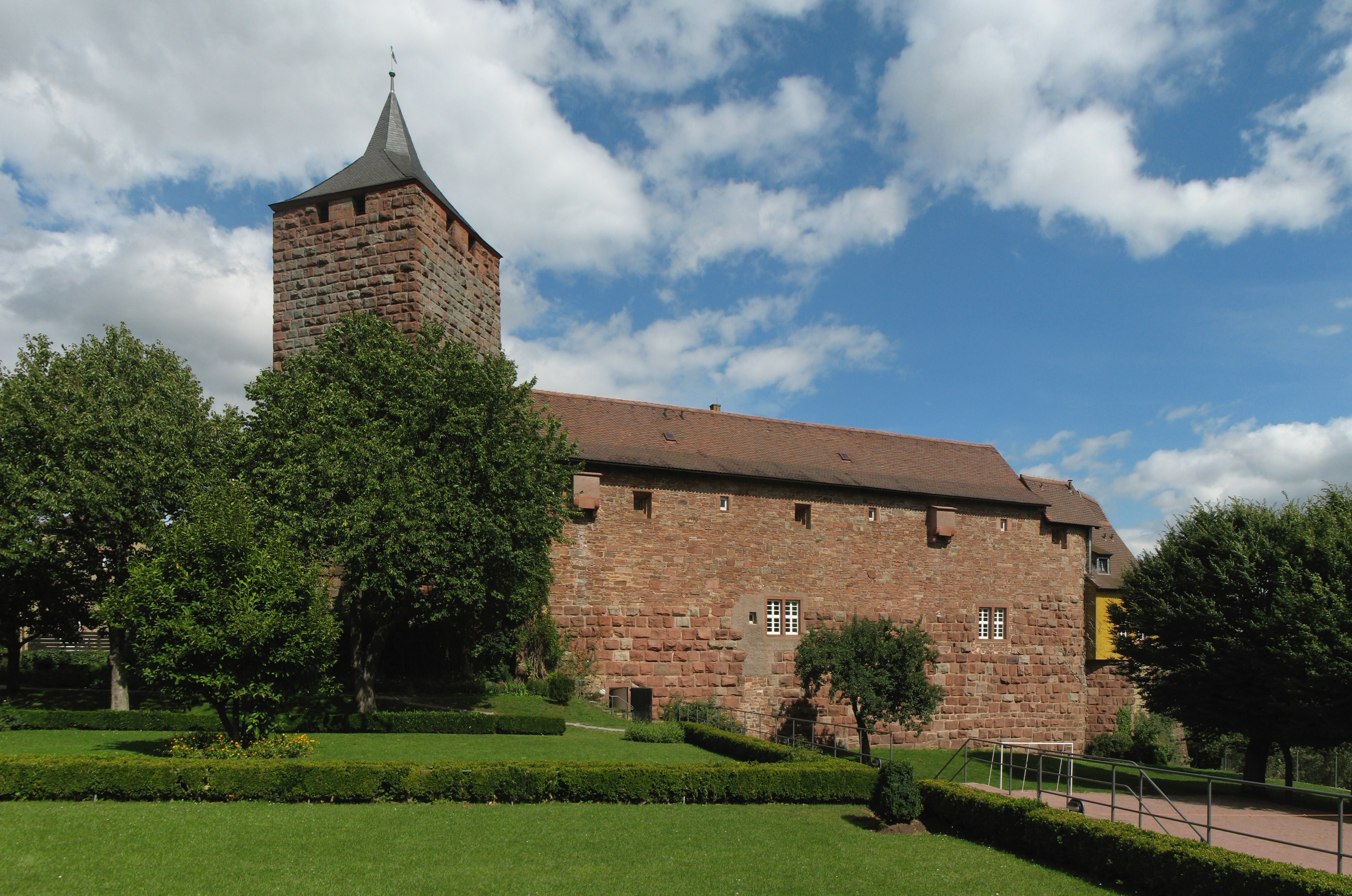
ローテンフェルス城

市内には、見応えのある、彫像で装飾された木組み建築が数棟存在する。

### ローテンフェルス城
市の高台をなす岩山の上にローテンフェルス城がある。ヴュルツブルクとアシャッフェンブルクとの間にある人気のハイキング地として知られている。また、カトリック青年運動「クイックボーン」の伝統から生まれたキリスト教の教育・交流施設としてもその名が知られている。この城は、ドイツ・ユースホステル協会のユースホステルでもある。

### 建築文化財
- 市庁舎　1598/99年建造

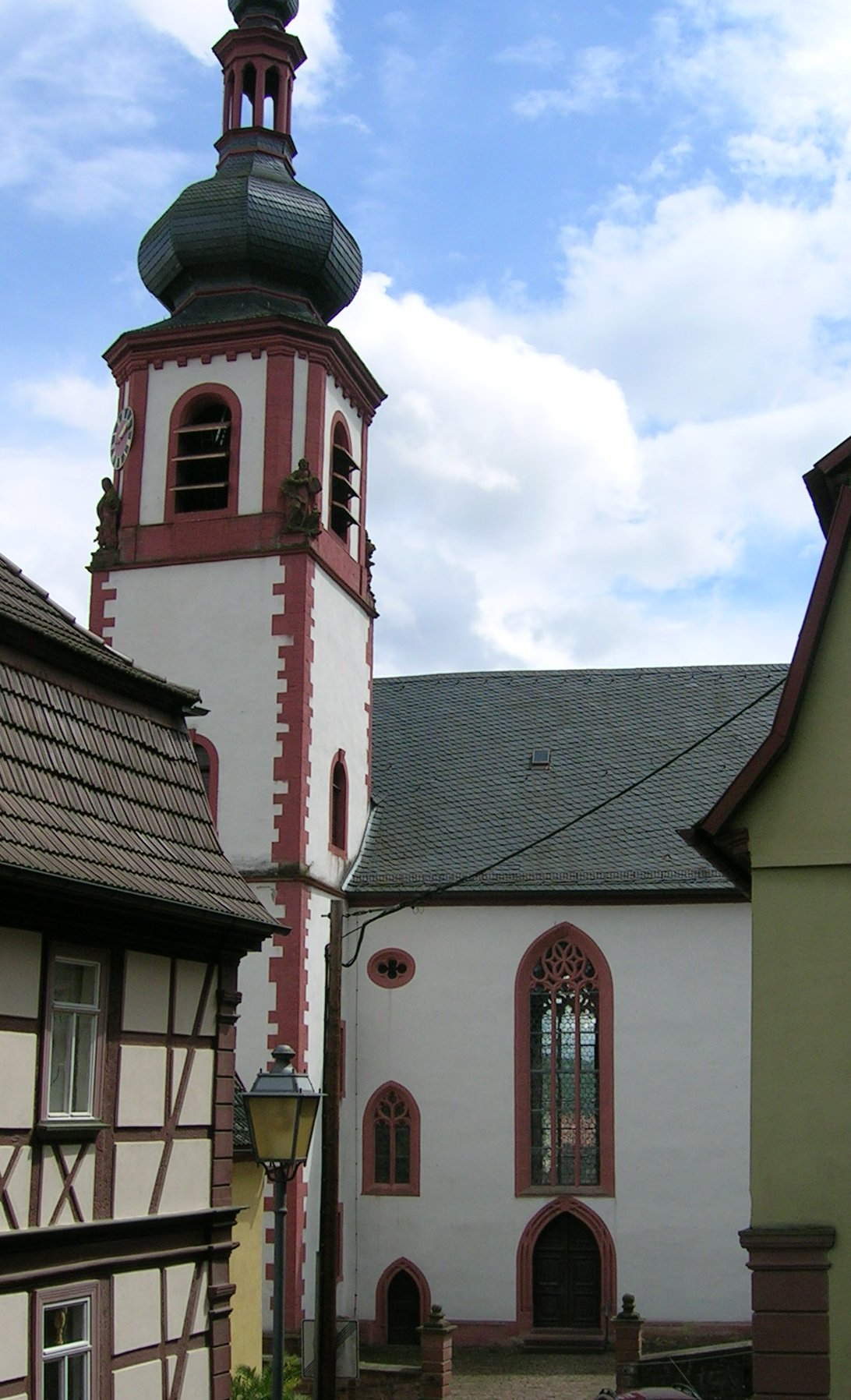
聖マリア・ヒンメルファールト教会
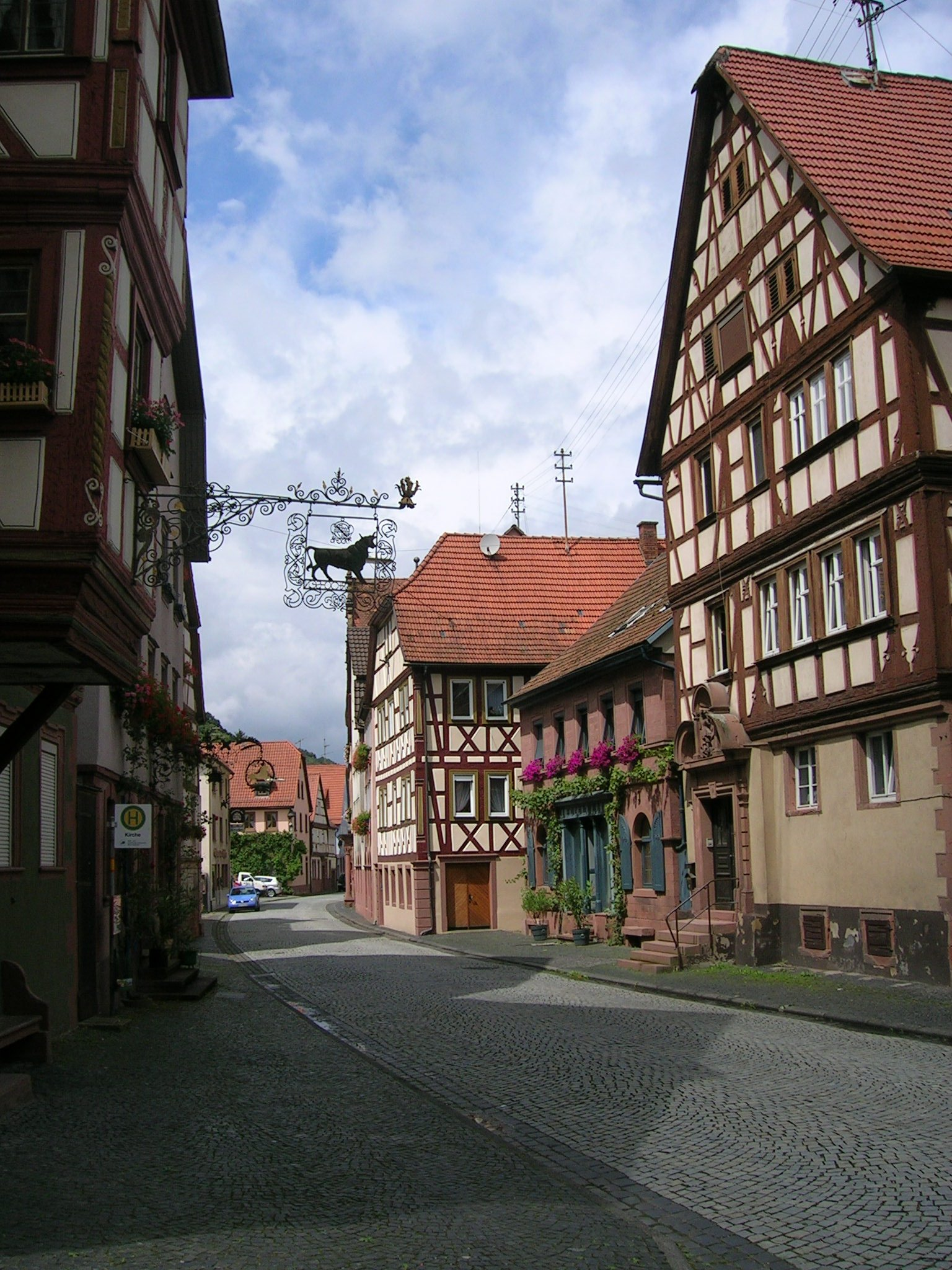
ローテンフェルス旧市街